# Gymnopithys salvini
Gymnopithys salvini е вид птица от семейство Thamnophilidae.

## Разпространение
Видът е разпространен в Боливия, Бразилия и Перу.